# Марђиња Падуриј (Прахова)
Марђиња Падуриј (рум. Marginea Pădurii) насеље је у Румунији у округу Прахова у општини Жугурени. Oпштина се налази на надморској висини од 526 m.

## Становништво
Према подацима из 2002. године у насељу је живело 162 становника, од којих су сви румунске националности.